# Montes Laurentides
Os montes Laurentides (em francês: Les Laurentides) são uma grande cadeia de montanhas na província do Quebec, Canadá que se estendem a partir da região de Outaouais até a Côte-Nord e que marcam particularmente a região administrativa de mesmo nome.
Os montes Laurentides fazem parte da província geológica de Grenville do escudo canadense, baseado por rochas ígneas erodidas, que são uma das formações geológicas mais antigas do mundo. Contando com regiões da Gronelândia e da Austrália, o escudo canadense está entre as mais antigas regiões fisiográficas do mundo: os Laurentides terminaram sua formação há mil milhões de anos.
O nome Laurentides foi criado pelo historiador François-Xavier Garneau que escreve, em seu livro História do Canadá (1845), "Esta cadeia de montanhas, não tendo nome próprio nem reconhecido, nós a damos o nome de Laurentides que nos parece bem adaptado à situação destas montanhas que seguem uma direção paralela ao São Lourenço".
A palavra Laurentides é um topónimo que remonta a São Lourenço de Roma, diácono martirizado em 258.

## Galeria

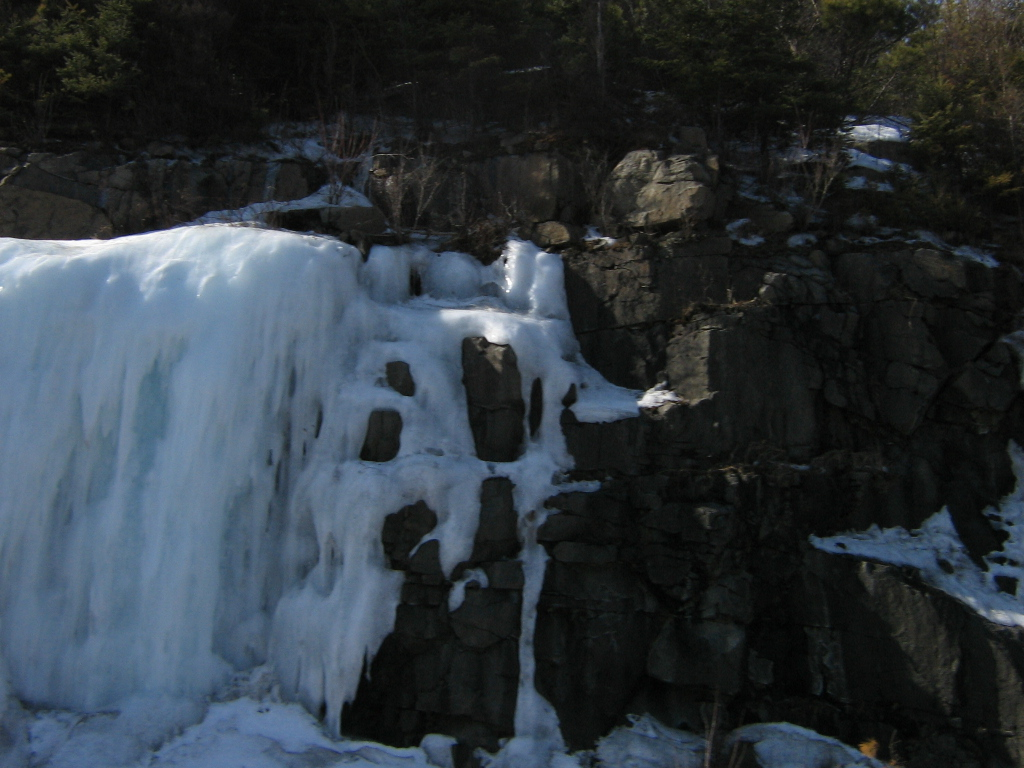
Degelo em março, próximo da Autoestrada 15 (Laurentides, Quebec)
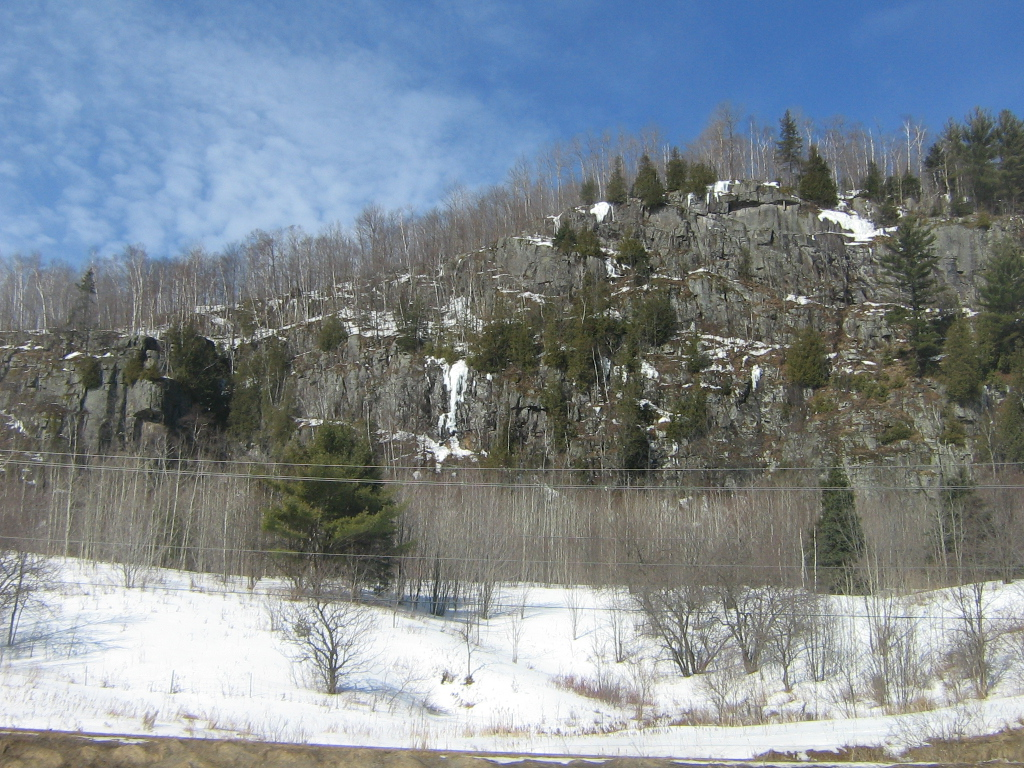
Sainte-Adèle (Laurentides, Québec)
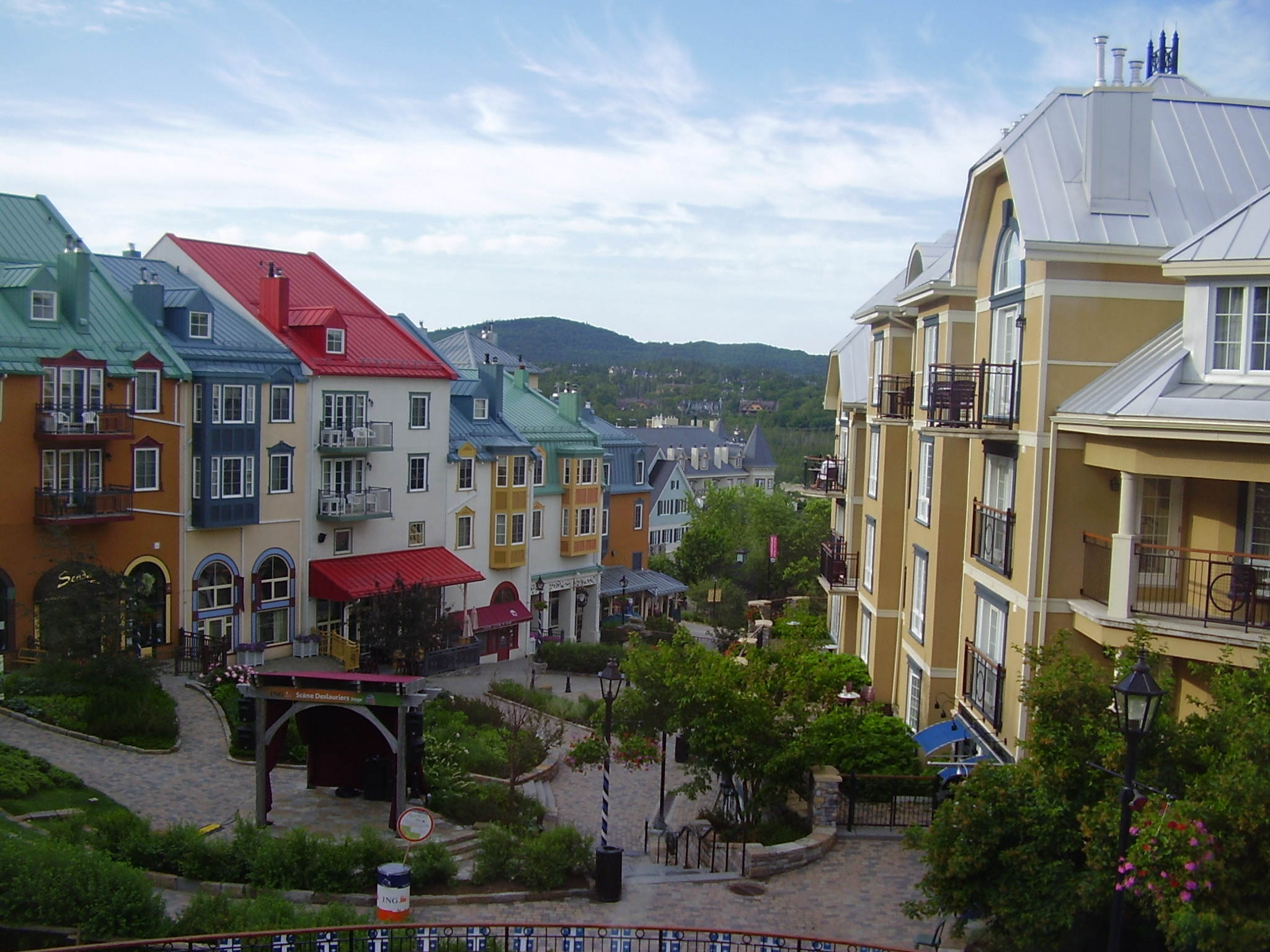
Vista da villa de Mont-Tremblant
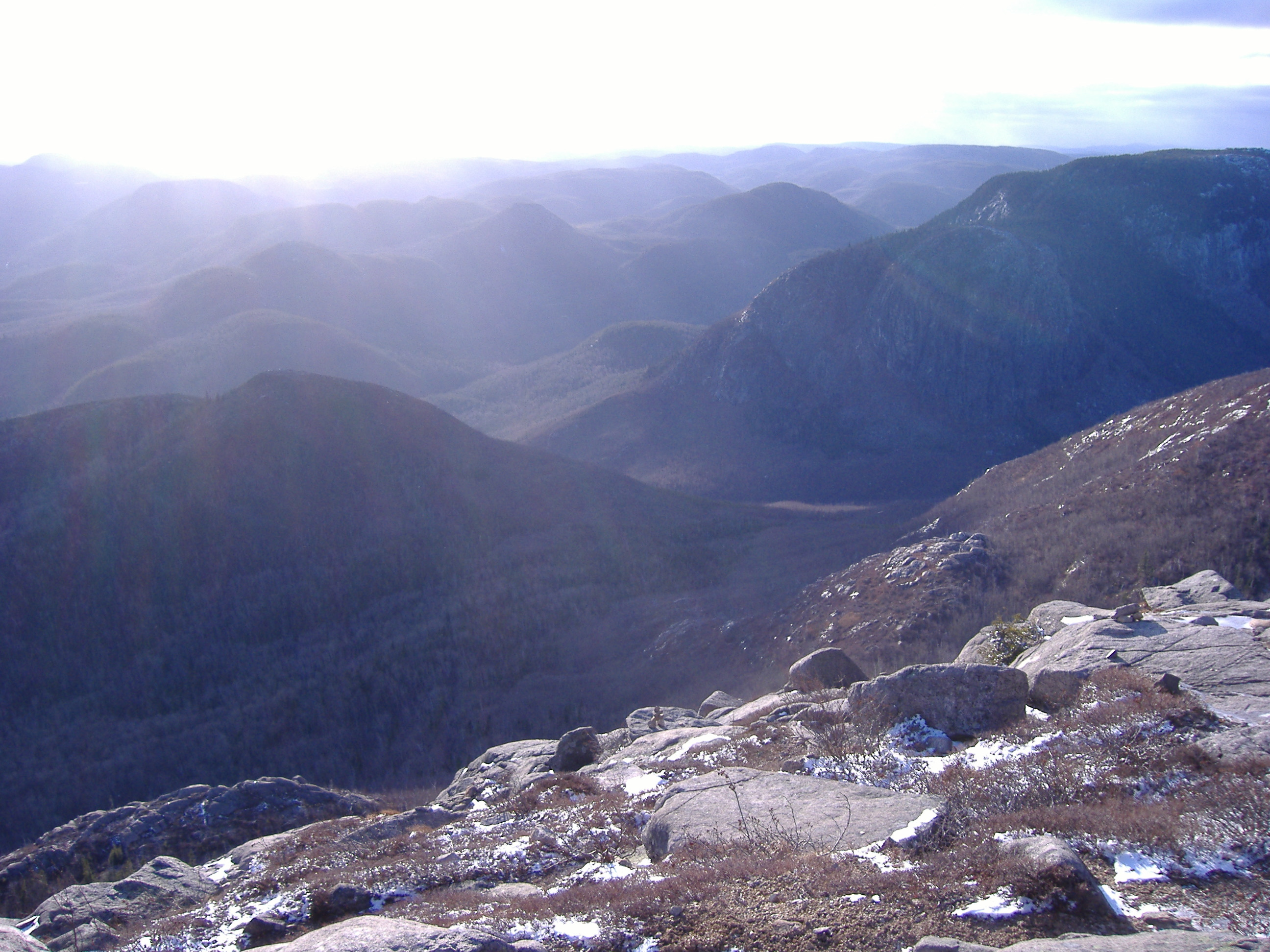
Vista dos Laurentides a partir do pico do Lac des Cygnes